# غاغش العلياء (مهاباد)
قرية غاغش العلياء (بالكردية: گاگەشی سەرێ) هي إحدى القرى التابعة لـمنغور الشرقية في ريف قسم خليفان من مقاطعة مهاباد، في محافظة أذربیجان الغربیة الإيرانية.

## السكان
حسب إحصاءات سنة 2006، بلغ إجمالي السكان في غاغش العلياء 308 نسمة وعدد المساكن 51 مسكن. لغة سكان غاغش العلياء هي اللغة الكردية و هم من أهل السنة والجماعة والمذهب الشافعي.